# Gerard Clapés
Pour les articles homonymes, voir Clapés.
Gerard Clapés né le 13 septembre 2000, est un joueur espagnol de hockey sur gazon. Il évolue au Club Egara et avec l'équipe nationale espagnole.

## Carrière
Il a débuté en équipe première le 26 février 2022 contre l'Inde à Bhubaneswar lors de la Ligue professionnelle 2021-2022. En 2023, il rejoint le HC Oranje-Rood.